# フォート・アン
フォート・アン、アン砦（アンとりで、Fort Anne）は、カナダ東部ノバスコシア州アナポリスロイヤルの港を護るために建設された、典型的な星形要塞。ジョージ王戦争の初期の戦闘のひとつである1744年のアナポリスロイヤルの戦いの攻城戦において、フランス軍の攻撃をすべて撃退した。
現在では、カナダ国定史跡に指定されており、パークス・カナダによって管理されている。1797年に建造された士官室の一角は、1930年代に改修され、現在は砦の歴史と周辺地域の歴史的文物を展示する博物館になっている。
砦の東側の城壁に沿って、500メートルほどの歩道が整備されており、アナポリス川 (Annapolis River) 流域の眺望が楽しめる。

## 歴史
砦の敷地は、スコットランド人入植者がノバスコシア（この地名は「新しいスコットランド」の意）に到来し、チャールズ・フォート (Charles Fort) の建設が着手された1629年から要塞化が始まった。この地域は、1630年代に、フランスに支配圏が移り、以降ポート・ロワイヤル入植地 (Habitation de Port-Royal) として知られるようになったこの場所で4次にわたった砦の建設の最初のものが、シャルル・ド・メノウ・ダルネー (Charles de Menou d'Aulnay) によって着手された。1702年には、現在も残されているヴォーバン式星形要塞の土木工事が始まった。

### アン女王戦争
アン女王戦争において、1週間に及んだ1710年のポートロワイヤルの戦いの攻城戦後、この砦は、ニューイングランド植民地の民兵を含むイギリス（グレートブリテン王国）軍の手に落ち、イギリスによるアカディア征服を決定づけることになった。砦を守っていたフランス軍は、イギリス軍の総督と軍隊に置き換えられ、集落の名もポート・ロワイヤル入植地から、イギリス女王アンにちなんだアナポリスロイヤルへと改称された。3年後のユトレヒト条約で、イギリスはノバスコシアの大部分を完全に支配下に置き、1749年にハリファックスが建設されるまで、アナポリスロイヤルをノバスコシアの首都とした。

### ジョージ王戦争
ジョージ王戦争において、フランス軍は、首都アナポリスロイヤル攻略のために3次にわたって遠征軍を送ったが、攻略は成功しなかった。そのうち最も有名なのは、ダンヴィユ公爵の遠征である。

### ル・ルートル神父戦争
ル・ルートル神父戦争 (Father Le Loutre's War) の最中に、アカディアの首都はアナポリスロイヤルからハリファックスに移された。フォート・エドワード (Fort Edward)、フォート・ローレンス (Fort Lawrence)、フォート・アンは、イギリス政府が派遣したスループのひとつで到着した、コブ大尉、ロジャーズ大尉、タガート大尉 (Captains Cobb, Rogers or Taggart) のいずれかの到着によって補給を受けなければならない状態であった。これらのスループには、目的地である各地の砦において、1年分に相当する、あるいはそれに準じる補給物資を積んでいた。これらの艦船は求めに応じ、本国から北アメリカへ、あるいは、その逆方向で、士官やその家族を乗船させることもあった。

### フレンチ・インディアン戦争
フレンチ・インディアン戦争において、イギリス軍は、1755年のファンディ湾方面作戦を展開し、この地域におけるアカディア人の追放 (Expulsion of the Acadians) を行なった。1759年のエイブラハム平原の戦いによるケベックの陥落によってフランス勢力の脅威はなくなり、アン砦は重要性を失うことになった。
砦はその後も、アメリカ独立戦争中には前線の拠点として第84歩兵連隊 (84th Regiment of Foot)が駐留し、米英戦争（1812年戦争）の際にはアメリカ合衆国の私掠船から町を守るために使用された。
この砦は、19世紀以降、フォート・アン（アン砦）と呼ばれるようになった。

## カナダ国定史跡

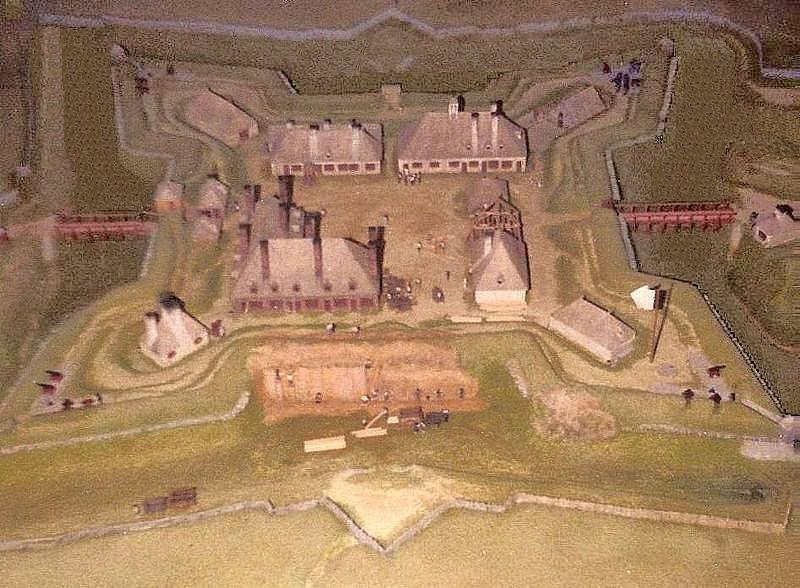
アン砦の模型

1917年、後のパークス・カナダの前身であった自治領公園局 (the Dominion Parks Branch) が、この砦を取得し、第2号の国立歴史公園 (National Historic Park) に指定した（最初に指定されたのは、ニューブランズウィック州セントジョンのフォート・ハウ (Fort Howe) であった）。2年後の1919年、それまでの歴史公園制度に代わり、新たな国立公園制度であるカナダ国定史跡が創設され、フォート・アンは1920年に国定史跡に指定された。
フォート・アンは、最初に指定された国立歴史公園ではなく（フォート・ハウが3年早く登録されていた）、また、新制度の下で最初に指定された国定史跡でもないが、しばしばカナダにおける「最初の国定史跡」とか「最初に行政措置がとられた国定史跡」として言及されることがある。これは、この砦が、カナダ連邦政府が史跡保全の目的で取得した最初の物件であり、その後もパークス・カナダの管轄下に置かれているためである（フォート・ハウは、最終的に自治体に移管されている）。

## 切手
1985年6月28日、カナダ郵便公社は「カナダの砦シリーズ (Forts Across Canada Series)」（1983年、1985年）20種の切手のひとつとして、「Fort Anne, N.S., circa 1763」を発行した。この切手は、 12Â½ x 13 で目打が穿たれ、ロルフ・P・ハーダー (Rolf P. Harder) の原図に基づいて、 アシュトン＝ポッター社 (Ashton-Potter Limited) が印刷した。